# Yasuyoshi Nara
Yasuyoshi Nara (japanisch 奈良 安剛 Nara Yasuyoshi; * 12. Dezember 1982 in der Präfektur Kanagawa) ist ein ehemaliger japanischer Fußballspieler.

## Karriere
Nara erlernte das Fußballspielen in der Schulmannschaft der Toin Gakuen High School. Seinen ersten Vertrag unterschrieb er 2001 bei den Consadole Sapporo. Der Verein spielte in der höchsten Liga des Landes, der J1 League. Danach spielte er bei den Thespa Kusatsu, FC Horikoshi, Rosso Kumamoto, Matsumoto Yamaga FC und Zweigen Kanazawa. Ende 2008 beendete er seine Karriere als Fußballspieler.